# سیارک ۱۷۸۵۱
سیارک ۱۷۸۵۱ (به انگلیسی: 17851 Kaler، نامگذاری:1998JK) هفده هزار و هشتصد و پنجاه و یکمین سیارک کشف شده‌است که در ۱ مه ۱۹۹۸ کشف شد.